# Trinidad och Tobago i olympiska sommarspelen 1992
Trinidad och Tobago deltog i de olympiska sommarspelen 1992 med en trupp bestående av 7 deltagare, men ingen av landets deltagare erövrade någon medalj.

## Cykling
- Maxwell Cheesman
- Gene Samuel

## Friidrott
Herrarnas 100 meter
- Ato Boldon
  - Heat — 10.77 (→ gick inte vidare)

Herrarnas 4 x 400 meter stafett
- Alvin Daniel, Patrick Delice, Neil de Silva och Ian Morris
  - Heat — 3:01.05
  - Final — 3:03.31 (→ 7:e plats)

- Robert Guy